# Кошмарный Марвин в космосе
«Кошма́рный Ма́рвин в ко́смосе» (англ. Starvin' Marvin in Space) — эпизод 311 (№ 44) сериала «Южный Парк», премьера которого состоялась 17 ноября 1999 года.

## Сюжет
Инопланетный космический корабль приземляется в африканской пустыне. Задача пилота — установить первый контакт с землянами. К несчастью, первый «контакт» происходит со стаей львов, которые разрывают его на куски. Наутро НЛО возле своей деревни в Эфиопии обнаруживает Кошмарный Марвин. Будучи недовольным христианскими миссионерами, захватившими его деревню, он залезает в корабль и улетает искать новые земли для своего народа. В то же время агенты ЦРУ, узнав о корабле и желая его заполучить, находят Стэна, Кайла, Картмана и Кенни и требуют рассказать им, куда мог улететь Марвин. Затем они рекрутируют Салли Струтерс. Эта женщина необычайной полноты — лидер гуманитарной помощи в Эфиопию, но это лишь прикрытие — она сама съедает почти всю присланную еду.
Марвин подбирает ребят, и они, случайно нажав на какую-то кнопку, улетают на родную планету бывшего хозяина корабля — планету Марклар, жители которой говорят по-английски, но заменяя все имена существительные словом «Марклар» (например: «Эй, Марклар! Как твои Марклары?»), и при этом отлично понимают друг друга. Марклары разрешают Марвину переселить эфиопов на их планету. Вернувшись на Землю, ребята пытаются собрать всех эфиопов, но ЦРУ захватывает корабль. Марвин забирает эфиопов на корабль, пока ребята притворяются журналистом Томом Брокау — агенты не верят им (Том Брокоу не носит усов и отличается голосом от Картмана), но это отвлекает их на время, достаточное, чтобы Марвин забрал всех эфиопов на корабль. Ребята сами бегут к кораблю, но Кенни не успевает и попадает в руки агентов.
На орбите Земли в ребят стреляют миссионеры, которые построили свой собственный межзвёздный крейсер, чтобы принести Маркларам христианство. В то же время телеевангелист Пэт Робертсон пытается собрать деньги на создание абсурдного оружия и технологических систем для крейсера. Начинается космический бой, но затем в космос попадают агенты США. Заморозив Кенни в карбоните, агенты дарят его Салли Струтерс, чтобы она им помогла (по-видимому, у неё есть хаттский контрабандистский корабль). Картман убеждает Салли, что они всё это делают из-за неё, и просит её о помощи. Она отпускает ребят и захватывает крейсер миссионеров. Затем ребята открывают червоточину на Марклар, которая «засасывает» все корабли.

Жители планеты Марклар

По прибытии на Марклар люди пытаются объяснить местным жителям свои точки зрения, но те не могут их понять. В итоге только Кайл оказывается способен объяснить всё на их собственном языке:

Слушай, Марклар. Эти марклары хотят изменить ваш марклар; они не хотят, чтобы этот марклар и его марклары здесь жили, потому что это плохо для их марклара. Они используют марклар, чтобы заставить маркларов верить в их марклар. Если вы позволите им остаться, они построят свои марклары, они заберут ваши марклары и заменят их своим маркларом. Эти марклары больше не могут жить на своём маркларе, поэтому они прибыли сюда, на Марклар. Пожалуйста, позвольте этим маркларам остаться, чтобы они процветали без маркларов, маркларов и маркларов.

Вождь Маркларов отвечает «Молодой Марклар, твои Марклары мудры и правдивы». Они изгоняют миссионеров (несмотря на то, что за это им обещают «вечное горение в аду») и принимают эфиопов. Ребята обещают навестить их; Картман саркастически добавляет: «Когда Джесси Джексон станет президентом».